# St Mullin's
St Mullin's (Iers: Tigh Moling) is een plaats in het zuiden van Carlow, Ierland. De plaats bestaat uit historische monumenten, winkels en slechts een paar huizen.

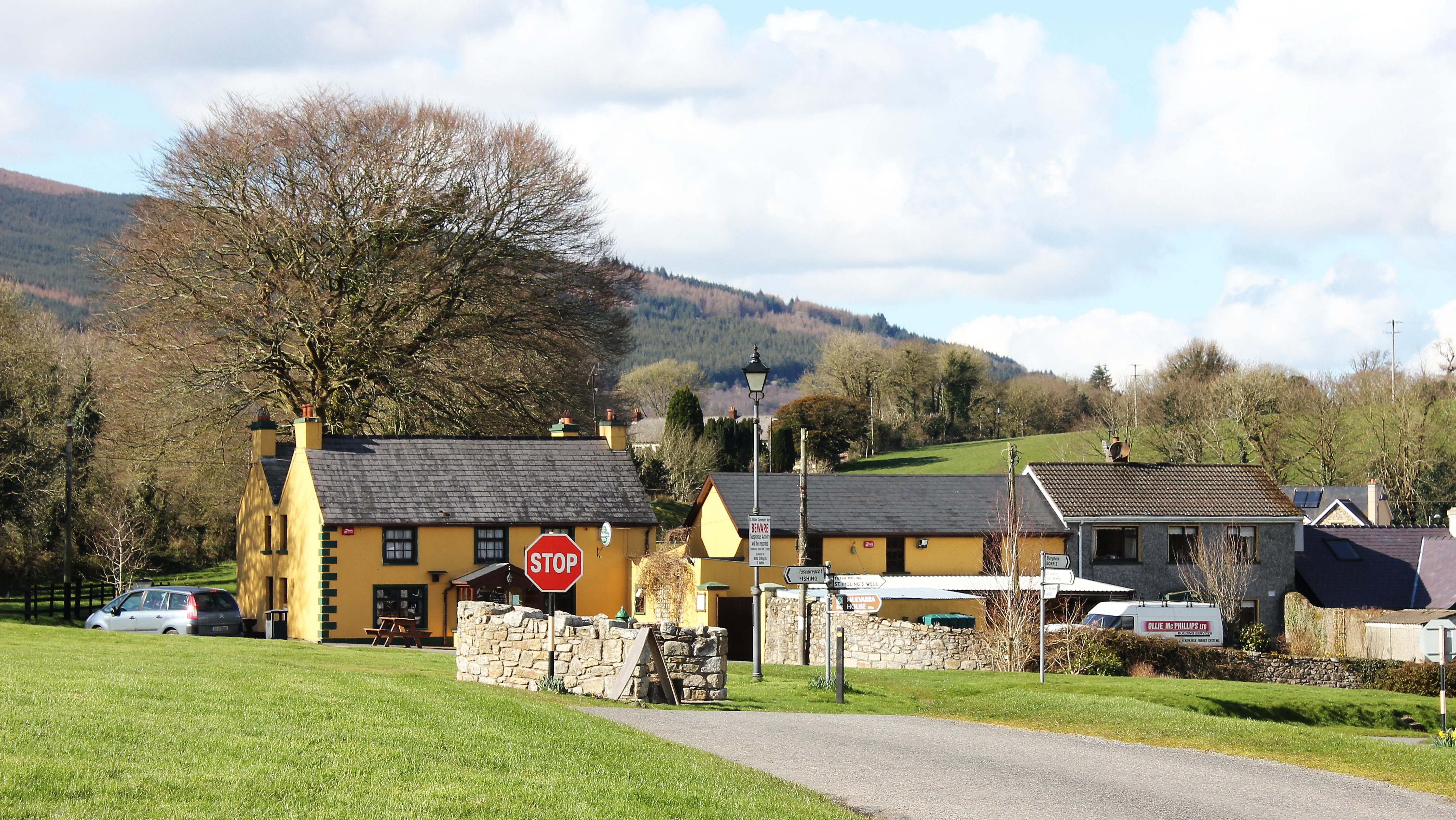
St Mullin's
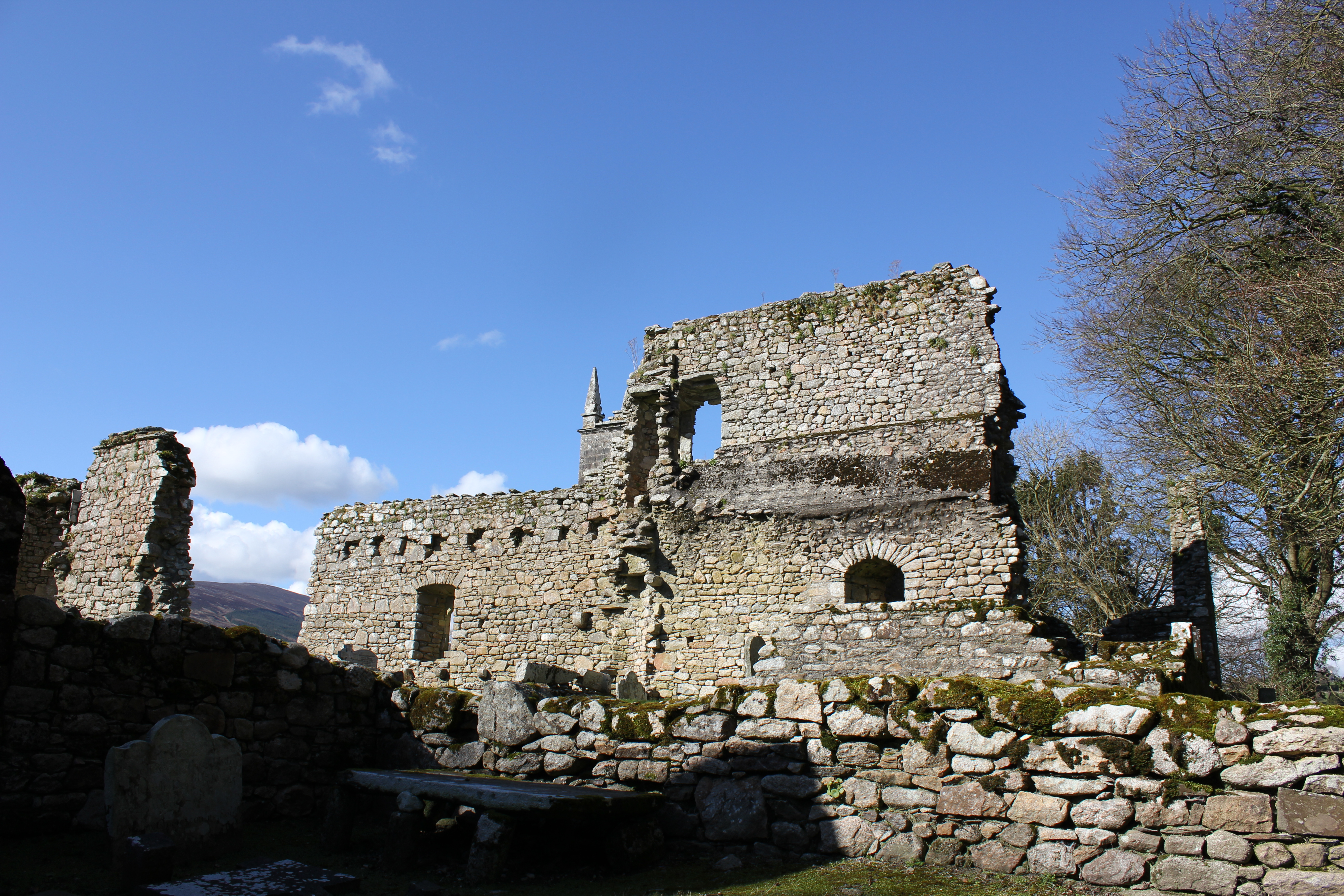
Kloosterruïnes
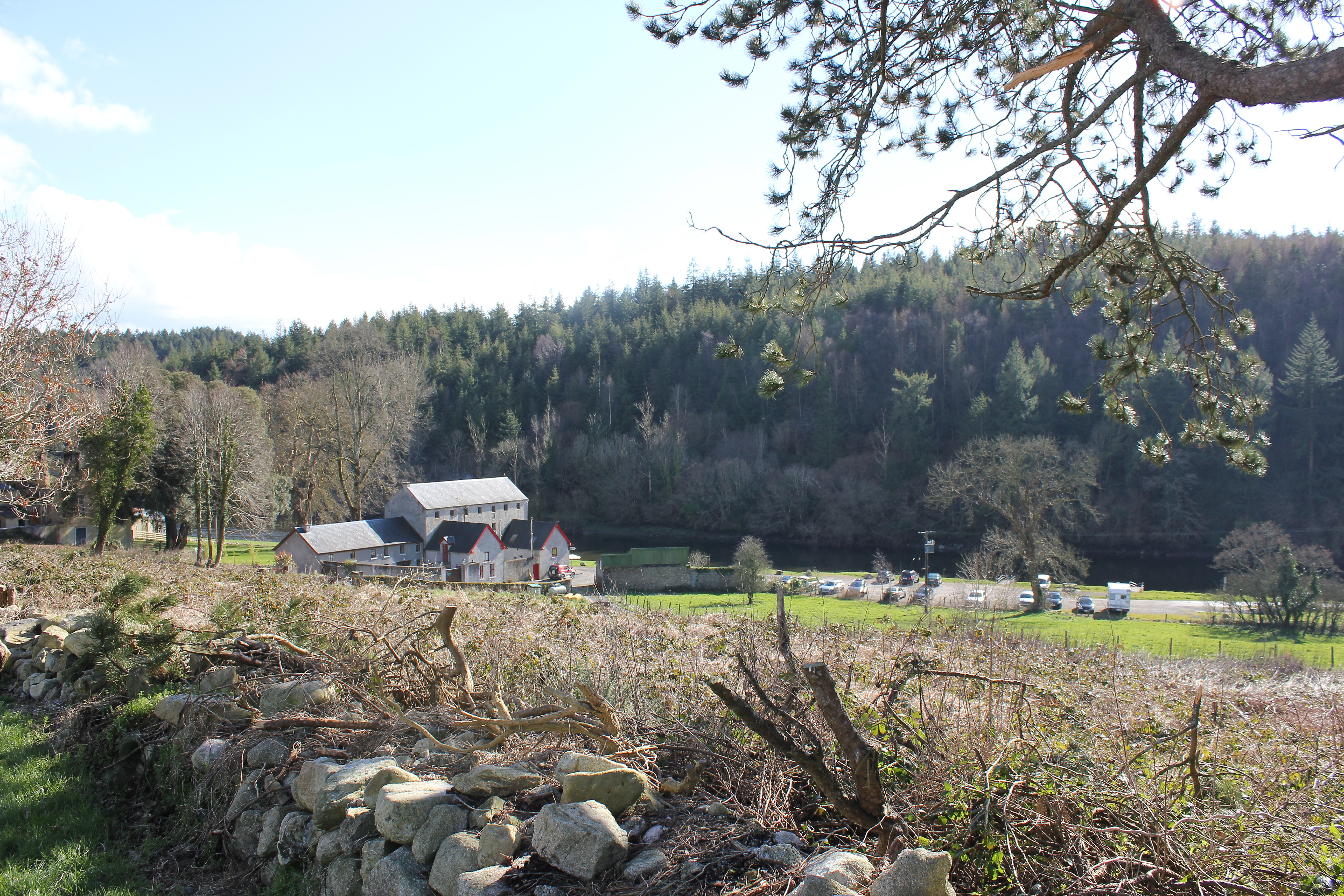
Rivier de Barrow bij St Mullins

Ballinkillen · Ballon · Ballymurphy · Borris · Carlow · Clonegal · Clonmore · Fennagh · Hacketstown · Kildavin · Leighlinbridge · Muine Bheag · Myshall · Nurney · Old Leighlin · Rathvilly · Royal Oak · St Mullin's · Tinryland · Tullow